# Peñascosa
Peñascosa é um município da Espanha na província de Albacete, comunidade autónoma de Castilla-La Mancha, de área 189,26 km² com população de 383 habitantes (2006) e densidade populacional de 2,08 hab/km².

## Demografia
| Variação demográfica do município entre 1991 e 2004 | Variação demográfica do município entre 1991 e 2004 | Variação demográfica do município entre 1991 e 2004 | Variação demográfica do município entre 1991 e 2004 |
| --------------------------------------------------- | --------------------------------------------------- | --------------------------------------------------- | --------------------------------------------------- |
| 1991                                                | 1996                                                | 2001                                                | 2004                                                |
| 463                                                 | 452                                                 | 420                                                 | 392                                                 |